# Lambojaas
Het Lambojaas is een Austronesische taal die gesproken wordt door de 25.000 inwoners van de plaats Lamboja, gelegen aan de zuidkust van West-Soemba in Oost-Nusa Tenggara (Kleine Soenda-eilanden, Indonesië). De taal is sterk verwant aan het Wadjewaas. Het Lambojaas heeft twee dialecten, t.w. het Lambojaas en het Nggaura.

## Classificatie
- Austronesische talen (1268)
  - Malayo-Polynesische talen (1248)
    - Centraal-Oostelijke talen (708)
      - Centraal-Malayo-Polynesische talen (168)
        - Bima-Soembatalen (27)
          - Lambojaas

## Taalgebied

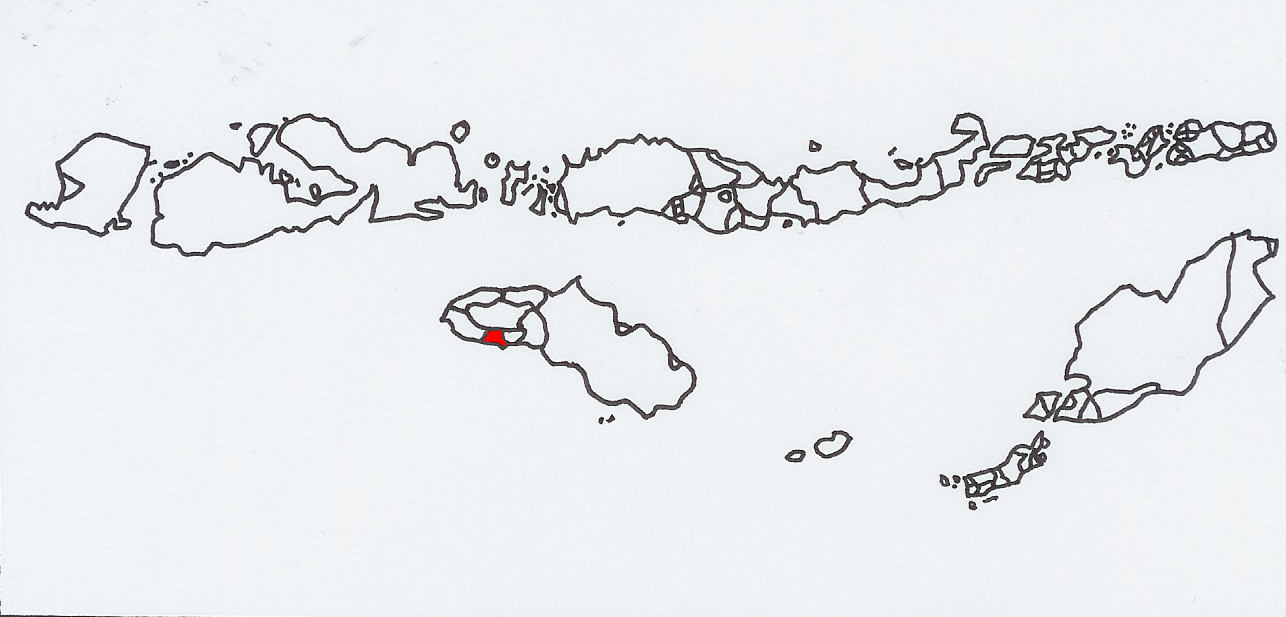
Het Lambojaas tussen de andere talen van het Indonesische gedeelte van de Kleine Soenda-eilanden.

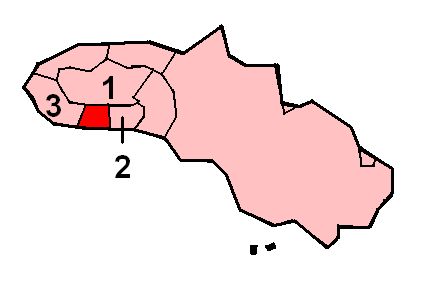
Het Lambojaas tussen de andere talen van Soemba.

Het Lambojaas wordt in het centrale zuiden van West-Soemba gesproken, aan de kust van de Indische Oceaan. In het noorden wordt het begrensd door het Wadjewaas (1), in het oosten door het Wanukaka (2) en in het westen door het Kodisch (3).

## Verspreiding van de sprekers
- Indonesië: 25 000; 84e gedeelde plaats, 96e gedeelde plaats volgens totaal aantal sprekers

## Dialecten
Er zijn twee bekende dialecten:
- Lambojaas
- Nggaura